# Documento Número Nove
O Documento Número Nove, mais propriamente o Comunicado sobre o Estado Atual da Esfera Ideológica (também traduzido como Dossiê Sobre a Situação Atual no Âmbito Ideológico ), é um documento interno confidencial amplamente divulgado dentro do Partido Comunista da China em 2013 pelo Escritório Geral do Partido Comunista Chinês. O documento foi distribuído para membros do partido pela primeira vez em julho de 2012 e alerta para sete valores ocidentais considerados "perigosos", incluindo a liberdade de imprensa e a independência judicial. O documento proíbe o ensino de qualquer um dos sete tópicos. O documento foi publicado no contexto de reformas econômicas planejadas e de pedidos crescentes de reforma política. Foi descrito como uma crítica às "formas liberais de pensamento".
O documento foi divulgado pela jornalista dissidente chinesa Gao Yu em julho de 2013, que por sua vez foi condenada a sete anos de prisão por "vazar segredos de Estado"
Não se sabe ao certo se o documento é uma política oficial ou apenas a manifestação das ideias de uma facção dentro do partido. No entanto, o jornal The New York Times sugeriu que o Documento Número Nove "traz o imprimatur inconfundível de Xi Jinping". Acredita-se que o Documento nº 9 teria sido emitido pelo Escritório Geral do Comitê Central e portanto teria exigido a aprovação do Secretário-Geral do PCC, Xi Jinping, e outros líderes importantes para ser publicado.

## Nome
O nome do documento (Documento Número Nove), como passou a ser comumente referido na imprensa ocidental, vem do fato de que foi o nono documento desse tipo publicado naquele ano na China.

## Conteúdo
O documento é altamente crítico ao que podem ser amplamente descritos como "valores ocidentais" (o próprio documento usa termos como "valores ocidentais", "princípios ocidentais", "padrões ocidentais", "ideias ocidentais" e, mais precisamente, "democracia constitucional ocidental" e "teorias de governo de estilo ocidental", além de fazer referências às "forças ocidentais anti-China"). O documento critica o que chama de ideais "extremamente maliciosos" que se propagam na sociedade chinesa, como ideias de democracia constitucional ocidental, sociedade civil, valores universais (liberdade, democracia e direitos humanos), neoliberalismo e a liberdade de imprensa (descrita como um "valor da imprensa ocidental"). O documento alerta que tais assuntos minam o controle do Partido Comunista Chinês sobre a sociedade chinesa. O documento também promove formas de lidar com esses problemas, que incluem "adesão inabalável ao princípio de controle do Partido sobre a mídia".

### Prelúdio
A introdução do documento levanta seis desafios enfrentados pela China na tarefa de afirmar o controle sobre sua ideologia, enquanto também identifica várias rotas pelas quais as forças ocidentais supostamente tentam subverter a ideologia chinesa.
1. A penetração cultural das forças hostis ocidentais ameaça a segurança de nossa ideologia. Existem três formas principais de penetração cultural:
  - A primeira é a propaganda cultural direta, ou seja, o uso da mídia moderna para uma penetração ideológica de longo prazo.
  - A segunda é usar as mercadorias culturais como um meio para infiltrar os vários valores do Ocidente no público. (Mercadorias culturais se referem a filmes, livros, produtos comerciais e outras mercadorias que podem ser subvertidas pelas forças hostis ocidentais. )
  - A terceira é infiltrar os valores ocidentais nas elites sociais, como estudiosos e intelectuais de alto nível, sob a cobertura de intercâmbios educacionais e acadêmicos.
2. Vários pensamentos sociais têm como objetivo impedir ou subverter a identificação autorizada da ideologia dominante da China.
3. O colapso da União Soviética e a queda do comunismo na Europa Oriental minaram a crença na ideologia dominante da China.
4. O tema do desenvolvimento e o objetivo da modernização minimizaram a oposição entre ideologias. (isto é, oposição entre o sistema ocidental de democracia liberal e o sistema chinês de "socialismo com características chinesas", que por implicação são irrevogavelmente opostos. )
5. As diversas orientações de valores têm um impacto negativo na ideologia dominante da China.
6. A rede de informações representa um desafio para o controle de nossa ideologia.

### Os Sete Problemas Notáveis
O documento aborda especificamente os seguintes tópicos que foram vistos como problemáticos. Os termos abaixo foram usados no próprio documento:
1. Promover a democracia constitucional ocidental (Incluindo a separação de poderes, o sistema multipartidário, eleições gerais e judiciários independentes): uma tentativa de minar a liderança atual e o sistema de governança de "socialismo com características chinesas".
2. Promover “valores universais” na tentativa de enfraquecer os fundamentos teóricos da direção do Partido. (Que “os valores do Ocidente são a norma prevalecente para toda a civilização humana”, que “somente quando a China aceitar os valores ocidentais ela terá um futuro” . )
3. Promoção da sociedade civil na tentativa de desmantelar a base social do partido no poder. (ou seja, a promoção de que os direitos individuais são fundamentais e devem ser imunes à obstrução do estado).
4. Promover o neoliberalismo, tentando mudar o sistema econômico básico da China. (isto é , liberalização econômica desenfreada, privatização completa e mercantilização total)
5. Promover a ideia ocidental de jornalismo, desafiando o princípio da China de que a mídia e o sistema de publicação devem estar sujeitos à disciplina do Partido.
6. Promover o niilismo histórico, tentando minar a história do PCC e da Nova China. (Por exemplo, negar o valor científico e orientador do pensamento de Mao Zedong . )
7. Questionando Reforma e Abertura e a natureza socialista do socialismo com características chinesas. (Por exemplo, dizer “Nós nos desviamos de nossa orientação socialista”. )

## Vazamento
O conteúdo do memorando tornou-se conhecido quando relatos sobre sua apresentação a quadros do governo municipal de Liaoyuan foram publicados no jornal local.

Em abril de 2015, o jornalista Josh Chin do jornal norte-americano Wall Street Journal relatou que uma jornalista chinesa de 71 anos foi condenada por vazar o Documento 9 ao público. A jornalista Gao Yu foi condenada a sete anos de prisão pelo Terceiro Tribunal Popular Intermediário de Pequim, após ser considerada culpada em um julgamento a portas fechadas por vazar segredos de Estado para a mídia estrangeira. A Sra. Gao foi acusada pelo tribunal de vazar uma diretiva interna do Partido Comunista para um site de notícias chinês no exterior em 2013, de acordo com seu advogado, Mo Shaoping.